# Josefa de San Juan de Dios
Josefa María Ruano García (Berja, 9 de julio de 1854-Buñol, 8 de septiembre de 1936), más conocida por su nombre religioso Josefa de San Juan de Dios, fue una religiosa católica española, de las Hermanitas de los Ancianos Desamparados. Murió asesinada durante la guerra civil española en el siglo XX. Considerada mártir, es venerada como beata en la Iglesia católica, cuya memoria recuerda el 6 de noviembre.

## Biografía
Josefa María Ruano García nació en el municipio de Berja, en la provincia de Almería (España), en el seno de una familia obrera. Sus padres fueron Antonio Ruano y María Raimunda García. En 1877 ingresó en la Congregación de las Hermanitas de los Ancianos Desamparados, en Valencia. Allí tomó el hábito en 1880, tomando el nombre de Josefa de San Juan de Dios. En la misma comunidad hizo su profesión temporal en 1880 y su profesión perpetua en 1895.
En la congregación, desempeñó los cargos de superiora en las comunidades de Cascante, Requena y Alcira. Los últimos años de su vida los pasó como superiora, en un segundo mandato, de la casa de Requena. Estando de servicio en el asilo que llevaban en este lugar, recibieron la orden de desalojarlo, el 29 de julio de 1936. Mientras la comunidad fue disuelta, Josefa de San Juan de Dios, junto con otras dos religiosas, Dolores y Gregoria, fueron detenidas. Ese mismo día les dejaron volver al asilo. Sin embargo el 8 de septiembre siguiente, los milicianos detuvieron de nuevo a las religiosas con la intención de llevarlas a la cárcel de Alcira, pero estando en el pueblo de Buñol, en la provincia de Valencia, las bajaron del carro y las fusilaron, dejándolas por muertas. Josefa y Dolores murieron inmediatamente, mientras que Gregoria se salvó y vivió muchos años.

## Culto
Gregoria testimonió el martirio de las dos religiosas al igual que el alcalde de Buñol, que fue quien la salvó y mandó que fuese curada de las heridas. Este testimonio fue decisivo a la hora de introducir el proceso de beatificación de Josefa y Dolores. Las religiosas fueron beatificadas el 11 de marzo de 2001 por el papa Juan Pablo II.
El Martirologio romano recoge la memoria de la beata Josefa de San Juan de Dios el día 8 de septiembre, aunque su fiesta en el calendario universal se celebra el 6 de noviembre, junto a los santos y beatos mártires de España del siglo XX. Sus reliquias se veneran en la capilla del Asilo de los Ancianos Desamparados de Requena.